# 11530 d'Indy
11530 d'Indy este un asteroid din centura principală de asteroizi.

## Descriere
11530 d'Indy este un asteroid din centura principală de asteroizi. A fost descoperit pe 2 februarie 1992 la Observatorul La Silla de Eric Walter Elst. Asteroidul prezintă o orbită caracterizată de o semiaxă mare de 2,79 ua, o excentricitate de 0,01 și o înclinație de 5,9° în raport cu ecliptica.